# Jekatierina Zielenko
Jekatierina Iwanowna Zielenko (ros. Екатерина Ивановна Зеленко, ukr. Катерина Іванівна Зеленко; ur. 14 września 1916 we wsi Koroszczyn w obwodzie rówieńskim, zm. 12 września 1941) – radziecka pilotka wojskowa, Bohater Związku Radzieckiego (1990).

## Życiorys
Była Ukrainką, od 1921 mieszkała w Kursku, gdzie skończyła 7 klas niepełnej szkoły średniej, później uczyła się w technikum lotniczym w Woroneżu i w październiku 1933 ukończyła aeroklub w Woroneżu. Od 1933 służyła w Armii Czerwonej, w 1934 z wyróżnieniem ukończyła szkołę lotniczą w Orenburgu i została skierowana do 19 Brygady Bombowców Lekkich Charkowie, 1939-1940 jako jedyna kobieta-lotniczka uczestniczyła w wojnie z Finlandią, wykonała wówczas 8 lotów bojowych, niszcząc m.in. baterię artyleryjską i magazyn zaopatrzenia. Od 22 czerwca 1941 walczyła w wojnie z Niemcami, wykonała 40 lotów bojowych i stoczyła 12 walk powietrznych jako zastępca dowódcy 5 eskadry 135 bombowego pułku lotniczego 16 Mieszanej Dywizji Lotniczej 6 Armii Frontu Południowo-Zachodniego w stopniu starszego porucznika. 12 września 1941 podczas walki powietrznej staranowała własnym samolotem niemiecki samolot Me-109, poświęcając życie. Była jedyną kobietą, która wykonała taranowanie samolotem maszyny wroga. W Kursku zbudowano jej pomnik. Jej imieniem nazwano ulice w Woroneżu, Kursku, Sumach, szkoły i drużyny pionierskie.

## Odznaczenia
- Złota Gwiazda Bohatera Związku Radzieckiego (pośmiertnie, 5 maja 1990)
- Order Lenina (pośmiertnie, 5 maja 1990)
- Order Czerwonego Sztandaru (1940)